# Campodoro
Campodoro (velenceiül Canpodoro) település Olaszországban, Veneto régióban, Padova megyében. Lakosainak száma 2607 fő (2023. január 1.). Campodoro Camisano Vicentino, Grisignano di Zocco, Mestrino, Piazzola sul Brenta és Villafranca Padovana községekkel határos.

## Népesség
A település népességének változása:
| Lakosok száma | 2669 | 2652 | 2607 |
|               | 2017 | 2018 | 2023 |